# Tytthonyx armatus
Tytthonyx armatus es una especie de coleóptero (comúnmente conocidos como escarabajos) de la familia Cantharidae.

## Distribución geográfica
Habita en la República Dominicana.